# Neurocordulia yamaskanensis
Neurocordulia yamaskanensis är en trollsländeart som först beskrevs av Léon Abel Provancher 1875.  Neurocordulia yamaskanensis ingår i släktet Neurocordulia och familjen skimmertrollsländor. Inga underarter finns listade i Catalogue of Life.